# Rouletabille chez le tsar
Rouletabille chez le tsar est un roman policier de Gaston Leroux, paru en 1913. Il s'agit du troisième roman de la série des Rouletabille.

## Historique
Initialement publié en feuilleton dans L'Illustration du 3 août au 19 octobre 1913, l'œuvre est reprise en volume la même année chez Pierre Lafitte.

## Résumé

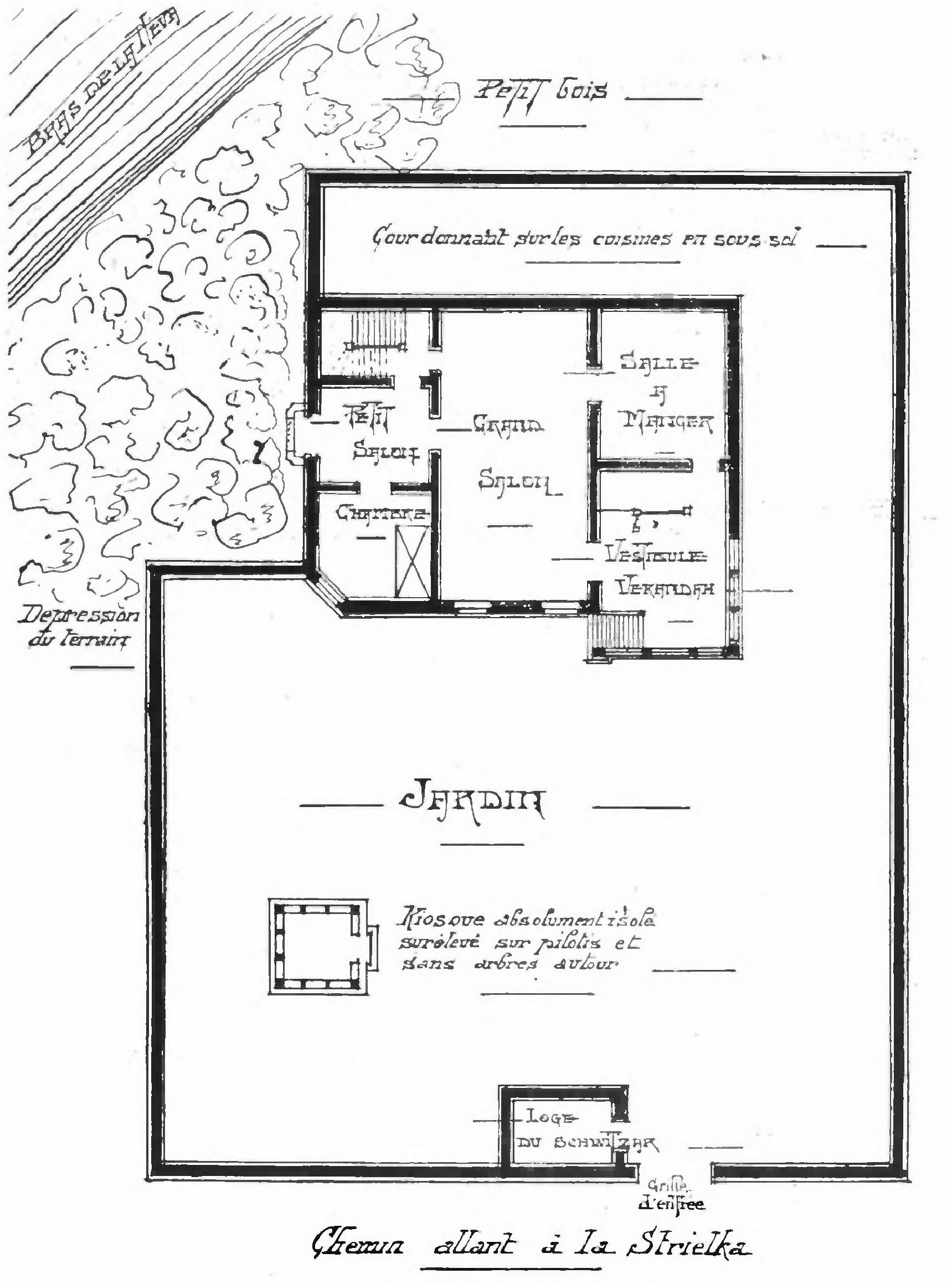
La « datcha » et le jardin du général Trébassof.

En 1905, le journaliste Joseph Rouletabille est envoyé en Russie pour y effectuer un reportage. Le tsar lui demande de veiller sur le général Trébassof, menacé par des révolutionnaires. Fait prisonnier, le jeune Français échappe de justesse à l'implacable tribunal révolutionnaire. Avec les précieux renseignements qu'il a réussi à obtenir, il réussit ensuite à déjouer un attentat au cœur du complot politique des nihilistes. 
Parvenu à stabiliser de nouveau le pouvoir et admiré du tsar lui-même, il en profite pour donner à ce dernier des conseils sur la valeur du progrès et sur les changements que devrait maintenant observer la société russe.

## Éditions
- Pierre Lafitte, 1913
- Le Livre de poche no 858-859, 1962
- Éditions Robert Laffont, intégrale Gaston Leroux, tome 2, 1962
- Éditions Robert Laffont, collection « Bouquins », Les aventures extraordinaires de Rouletabille, reporter, tome 1, 1988
- Livre audio, La Compagnie du Savoir, 2012

## Adaptations
- 1966 : Rouletabille chez le tsar, feuilleton télévisé français en 10 épisodes de Jean-Charles Lagneau, avec Philippe Ogouz